# Quercus patelliformis
Quercus patelliformis és una espècie de roure que pertany a la família de les fagàcies i està dins del subgènere Cyclobalanopsis, del gènere Quercus.

## Descripció
Quercus patelliformis és un arbre de fins a 15 metres d'alçada. Les branques són clarament angulars quan són joves de color marró grisenc, escassament lenticel·lades en el segon any, glabroses. El pecíol 2-4,5 cm; el limbe de la fulla és el·líptica, oblonga-el·líptica o ovada-lanceolada, de 5-12 × 2,5-6 cm, coriàcia, de color verd grisenc i grisenc i amb els pèls estelats quan joves però glabrescent, de color verd fosc adaxialment, base cuneada a rarament subarrodonida i de vegades obliqua, marge breu i bruscament serrat amb serratge una mica incorbat, l'àpex és acuminat; el nervi central és adaxialment pla; els nervis secundaris entre 9 a 11 a cada costat del nervi central; i els nervis terciaris són abaxialment molt prims, discrets a evidents. Les inflorescències femenines fan entre 2 i 3 cm, té cúpules entre 3 a 5. Els fruits són solitaris. La cúpula superficialment és cupular, de 6-8 mm o rarament poc profunda, 2-3 cm de diàmetre, que tanca aproximadament 1/3 de la gla, a l'exterior puberulent de color marró grisenc pàl·lid, a l'interior de color marró ataronjat pàl·lid sedós, la paret fa uns 3 mm de gruix; bràctees en 8 o 9 anells, marge dentat però apical 2 o 3 sencers. Les glans són aplanades, 2-2,5 × 2,5-2,8 cm, puberulentes de color marró grisenques, té una cicatriu d'1,5-2 cm de diàmetre, impressionada o plana; té un estil persistent d'uns 4 cm de diàmetre. Floreix entre maig i juny i fructifica entre octubre i novembre de l'any següent.

## Distribució i hàbitat
Quercus patelliformis creix a les províncies xineses de Guangdong, Guangxi, Hainan i al sud de Jiangxi, als boscos muntanyencs perennifolis humits de fulla ampla, entre els 400 i 1000 m.

## Taxonomia
Quercus patelliformis va ser descrita per Chun i publicat a Journal of the Arnold Arboretum 28(2): 241–242. 1947.
Etimologia
Quercus: nom genèric del llatí que designava igualment al roure i a l'alzina.
patelliformis: epítet llatí que significa en forma de platet.